# Roca Sales
Roca Sales es un municipio brasileño del estado de Río Grande del Sur. Se ubica a una altitud de 60 metros sobre el nivel del mar. Su población estimada para el año 2004 era de 9.339 habitantes.
En esta ciudad nació el compositor de música coral  y conductor de coros de Brasil, Alfredo Pozoco,  de nombre artístico Gil de Roca Sales.
Ocupa una superficie de 208,75 km².
- Datos: Q785702
- Multimedia: Roca Sales / Q785702

1. ↑  Worldpostalcodes.org,código postal n.º 95735000.